# الیکایی شترمرغی
الیکایی شترمرغی (نام علمی: Stipiturus) نام یک سرده از تیره پری‌الیکاییان است.

## گونه‌ها
- الیکایی شترمرغی جنوبی (Stipiturus malachurus)
- الیکایی شترمرغی مالی (Stipiturus mallee)
- الیکایی شترمرغی تاج‌حنایی (Stipiturus ruficeps)